# Garry Tallent

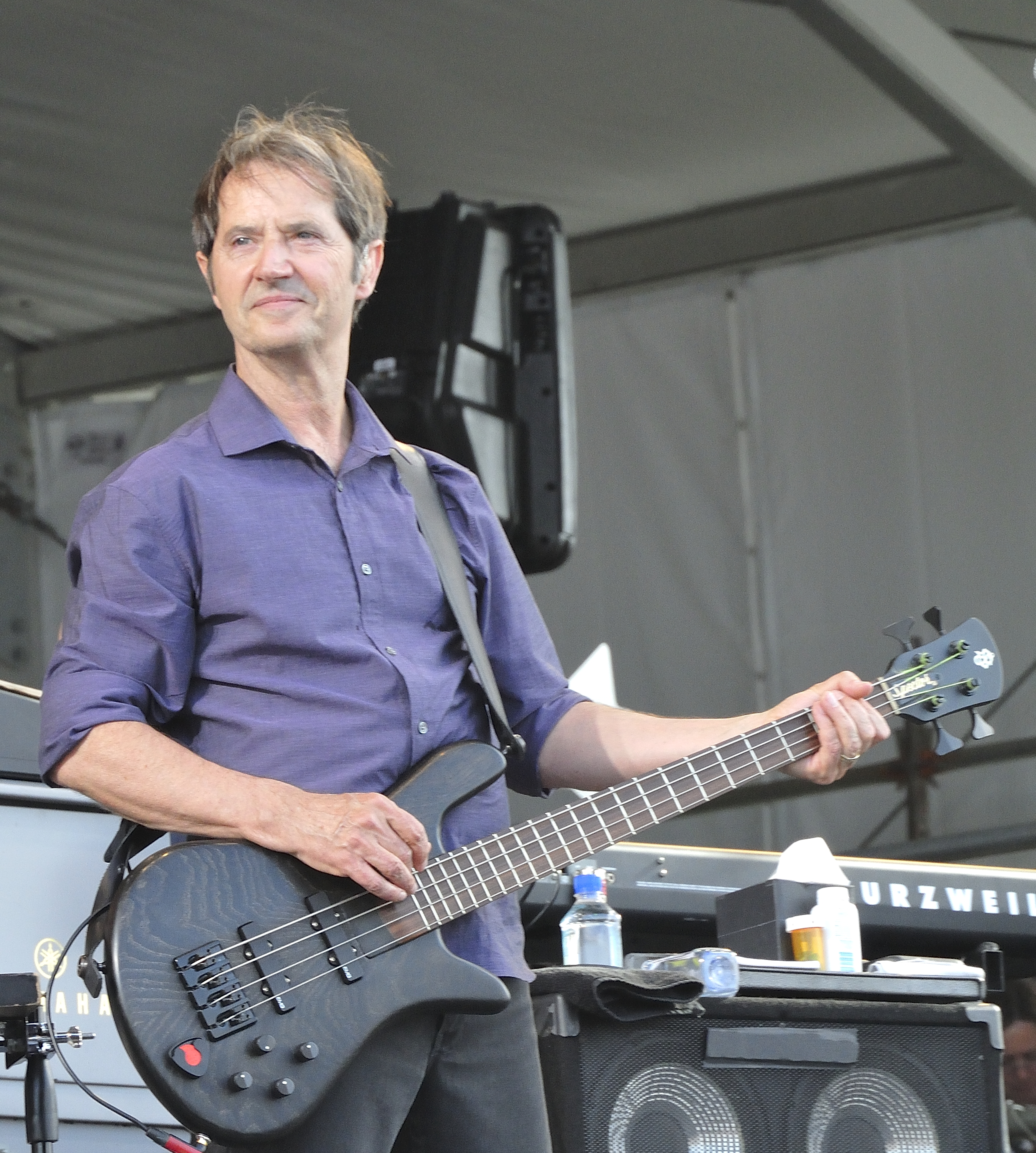
Garry Tallent (2012)

Garry Wayne Tallent (* 27. Oktober 1949 in Detroit, Michigan), auch Garry W. Tallent, ist ein amerikanischer Musiker und Musikproduzent, der als Bassist und Gründungsmitglied der E Street Band von Bruce Springsteen seit 1972 angehört. Neben Springsteen ist Tallent das einzige Mitglied der ersten Besetzung der Band. Als Musiker der Band wurde er mit ihr 2014 in die Rock and Roll Hall of Fame aufgenommen.

## Biografie
Tallent wuchs in Neptune City, New Jersey, in der Küstenregion Jersey Shore auf. Er erlernte zunächst die Tuba, dann den Bass. Auf der Neptune High School lernte er seinen zukünftigen Bandkollegen Vini Lopez kennen.
Er wurde von James Jamerson, Donald „Duck“ Dunn und Paul McCartney beeinflusst. Er begann 1971 mit Springsteen in zwei frühen Bands zu spielen und war 1972 ein Gründungsmitglied der E Street Band, deren langjährigstes Mitglied er heute ist. Obwohl er visuell und musikalisch nicht im Vordergrund steht, spielt er mit seinem Bass eine Schlüsselrolle in Springsteens Musik. Seine bekanntesten Basspartien sind unter anderem der Song Fire und der Schlussteil von Incident on 57th Street. In der Anfangszeit der E Street Band spielte er gelegentlich die Tuba auf einigen der skurrileren frühen Songs von Springsteen; sowohl live, als auch auf Platte (vor allem Wild Billy's Circus Story).
Neben Springsteen hat Tallent mit zahlreichen anderen Künstlern zusammengearbeitet. 1987 produzierte Tallent den Song Crying, Waiting, Hoping für Marshall Crenshaw auf dem Soundtrack des Films La Bamba. Während der langen Zeit, in der die E Street Band in den 1990er Jahren inaktiv war, zog Tallent nach Nashville, Tennessee, und beschäftigte sich mit Country-Musik und Rockabilly. Zu diesem Zeitpunkt hatte er bereits den Spitznamen The Tennessee Terror; den Namen bekam er nach einem kurzen Roadtrip durch Tennessee. Dort gründete er das MoonDog Plattenstudio und half beim Start des Labels der D'Ville Gruppe. Tallent lebt bis heute in Nashville und hat Künstler wie Jim Lauderdale, Kevin Gordon und Steve Forbert produziert.
Am 12. Dezember 2020 traten Springsteen und die E Street Band bei Saturday Night Live auf. Tallent entschied sich aufgrund der problematischen Anreise im Zusammenhang mit der COVID-19-Pandemie gegen den Auftritt. Dies war das erste Mal, dass Tallent eine Show der E Street Band verpasst hatte. Jack Daly von Little Steven van Zandts Band Disciples of Soul spielte an seiner Stelle.

## Diskografie (Auswahl)
- 2016:	Break Time
- 2019: More Like Me